# Franco Faccio
Franco Faccio, właśc. Francesco Antonio Faccio (ur. 8 marca 1840 w Weronie, zm. 21 lipca 1891 w Monzy) – włoski kompozytor i dyrygent.

## Życiorys
Był synem oberżysty. W latach 1855–1861 uczęszczał do konserwatorium w Mediolanie, gdzie jego nauczycielem był Stefano Ronchetti-Monteviti. Jego szkolnym kolegą i późniejszym wieloletnim przyjacielem był Arrigo Boito, wraz z którym napisał kantaty Il quattro giugno oraz Le sorelle d’Italia. Dzięki otrzymanemu od rządu włoskiego stypendium przez pewien czas przebywał w Paryżu, gdzie spotkał się z Berliozem, Gounodem, Rossinim i Verdim. W 1866 roku służył jako ochotnik w armii Giuseppe Garibaldiego. W latach 1867–1868 odbył tournée po Skandynawii, gdzie występował jako dyrygent. Po powrocie do Włoch w 1868 roku objął posadę wykładowcy harmonii w konserwatorium mediolańskim oraz dyrygenta Teatro Carcano. W 1871 roku został dyrygentem La Scali, w której w 1872 roku poprowadził włoską premierę Aidy. W 1879 roku założył Società orchestrale della Scala, a w 1884 roku zorganizował w Turynie orkiestrę Concerti popolari. Dyrygował prapremierowym przedstawieniem Giocondy Ponchiellego (1876), Otella Verdiego (1887) i Edgara Pucciniego (1889). Na skutek wywołanego syfilisem postępującego paraliżu po 1890 roku zrezygnował z działalności dyrygenckiej.
Skomponował m.in. 3 symfonie, Uwerturę na orkiestrę, Scherzo symfoniczne, kwartet smyczkowy, opery I profughi fiamminghi (wyst. Mediolan 1863) i Amleto (wyst. Genua 1865).